# Clásica de San Sebastián 2024
Clásica de San Sebastián 2024 – 43. edycja wyścigu kolarskiego Clásica de San Sebastián, która odbyła się 10 sierpnia 2024 na liczącej 236 kilometrów trasie wokół miasta San Sebastián. Impreza kategorii 1.UWT była częścią UCI World Tour 2024.

## Uczestnicy

### Drużyny
| WorldTeams (18)- Soudal Quick-Step - UAE Team Emirates - EF Education-EasyPost - Bahrain Victorious - Movistar Team - Decathlon-AG2R La Mondiale - Team Visma \| Lease a Bike - Team dsm-firmenich PostNL - Lidl-Trek - Astana Qazaqstan Team - Intermarché-Wanty - Team Jayco AlUla - Cofidis - Red Bull-Bora-Hansgrohe - Groupama-FDJ - Alpecin-Deceuninck - Arkéa-B&B Hotels - Ineos Grenadiers ProTeams (7)- Equipo Kern Pharma - Lotto Dstny - Israel-Premier Tech - Caja Rural-Seguros RGA - Euskaltel-Euskadi - Uno-X Mobility - TotalEnergies |
| |

### Lista startowa
| Soudal Quick-Step SOQ | Soudal Quick-Step SOQ       | Soudal Quick-Step SOQ |
| --------------------- | --------------------------- | --------------------- |
| Nr                    | Kolarz                      | Miejsce               |
| 1                     | Julian Alaphilippe (FRA)    | 2.                    |
| 2                     | Kasper Asgreen (DEN)        | DNF                   |
| 3                     | Mattia Cattaneo (ITA)       | DNF                   |
| 4                     | Gil Gelders (BEL)           | DNF                   |
| 5                     | Mikel Landa (ESP)           | 33.                   |
| 6                     | William Junior Lecerf (BEL) | 52.                   |
| 7                     | Mauri Vansevenant (BEL)     | 25.                   |

| UAE Team Emirates UAD | UAE Team Emirates UAD | UAE Team Emirates UAD |
| --------------------- | --------------------- | --------------------- |
| Nr                    | Kolarz                | Miejsce               |
| 11                    | Igor Arrieta (ESP)    | DNF                   |
| 12                    | Alessandro Covi (ITA) | DNF                   |
| 13                    | Isaac Del Toro (MEX)  | 49.                   |
| 14                    | Jan Christen (SUI)    | 9.                    |
| 15                    | Marc Hirschi (SUI)    | 1.                    |
| 16                    | Pawieł Siwakow (FRA)  | 19.                   |
| 17                    | Brandon McNulty (USA) | 10.                   |

| EF Education-EasyPost EFE | EF Education-EasyPost EFE | EF Education-EasyPost EFE |
| ------------------------- | ------------------------- | ------------------------- |
| Nr                        | Kolarz                    | Miejsce                   |
| 21                        | Markel Beloki (ESP)       | DNF                       |
| 22                        | Simon Carr (GBR)          | DNF                       |
| 23                        | Stefan de Bod (RSA)       | 71.                       |
| 24                        | Neilson Powless (USA)     | 6.                        |
| 25                        | Sean Quinn (USA) (szosa)  | DNF                       |
| 26                        | Hugh Carthy (GBR)         | 48.                       |
| 27                        | Harry Sweeny (AUS)        | DNF                       |

| Bahrain Victorious TBV | Bahrain Victorious TBV  | Bahrain Victorious TBV |
| ---------------------- | ----------------------- | ---------------------- |
| Nr                     | Kolarz                  | Miejsce                |
| 31                     | Yukiya Arashiro (JPN)   | DNF                    |
| 32                     | Santiago Buitrago (COL) | 42.                    |
| 33                     | Damiano Caruso (ITA)    | DNF                    |
| 34                     | Jack Haig (AUS)         | 30.                    |
| 35                     | Finlay Pickering (GBR)  | DNF                    |
| 36                     | Jasha Sütterlin (GER)   | DNF                    |
| 37                     | Torstein Træen (NOR)    | 82.                    |

| Movistar Team MOV | Movistar Team MOV           | Movistar Team MOV |
| ----------------- | --------------------------- | ----------------- |
| Nr                | Kolarz                      | Miejsce           |
| 41                | Alex Aranburu (ESP) (szosa) | 54.               |
| 42                | Ruben Guerreiro (POR)       | DNF               |
| 43                | Antonio Pedrero (ESP)       | DNF               |
| 44                | Einer Rubio (COL)           | 51.               |
| 45                | Sergio Samitier (ESP)       | 61.               |
| 46                | Iván Romeo (ESP)            | 38.               |
| 47                | Iván Sosa (COL)             | DNF               |

| Decathlon-AG2R La Mondiale DAT | Decathlon-AG2R La Mondiale DAT | Decathlon-AG2R La Mondiale DAT |
| ------------------------------ | ------------------------------ | ------------------------------ |
| Nr                             | Kolarz                         | Miejsce                        |
| 51                             | Alex Baudin (FRA)              | 59.                            |
| 52                             | Ben O’Connor (AUS)             | 11.                            |
| 53                             | Clément Berthet (FRA)          | 14.                            |
| 54                             | Nans Peters (FRA)              | DNF                            |
| 55                             | Nicolas Prodhomme (FRA)        | 43.                            |
| 56                             | Jordan Labrosse (FRA)          | DNF                            |
| 57                             | Larry Warbasse (USA)           | 29.                            |

| Team Visma \| Lease a Bike TVL | Team Visma \| Lease a Bike TVL | Team Visma \| Lease a Bike TVL |
| ------------------------------ | ------------------------------ | ------------------------------ |
| Nr                             | Kolarz                         | Miejsce                        |
| 61                             | Sepp Kuss (USA)                | 34.                            |
| 62                             | Dylan van Baarle (NED)         | 66.                            |
| 63                             | Thomas Gloag (GBR)             | DNF                            |
| 64                             | Jonas Vingegaard (DEN)         | DNF                            |
| 65                             | Wilco Kelderman (NED)          | 36.                            |
| 66                             | Milan Vader (NED)              | DNF                            |
| 67                             | Julien Vermote (BEL)           | DNF                            |

| Team dsm-firmenich PostNL DFP | Team dsm-firmenich PostNL DFP | Team dsm-firmenich PostNL DFP |
| ----------------------------- | ----------------------------- | ----------------------------- |
| Nr                            | Kolarz                        | Miejsce                       |
| 71                            | Romain Bardet (FRA)           | DNF                           |
| 72                            | Warren Barguil (FRA)          | DNF                           |
| 73                            | Romain Combaud (FRA)          | DNF                           |
| 74                            | Chris Hamilton (AUS)          | 62.                           |
| 75                            | Gijs Leemreize (NED)          | 81.                           |
| 76                            | Martijn Tusveld (NED)         | DNF                           |
| 77                            | Kevin Vermaerke (USA)         | 4.                            |

| Lidl-Trek LTK | Lidl-Trek LTK                 | Lidl-Trek LTK |
| ------------- | ----------------------------- | ------------- |
| Nr            | Kolarz                        | Miejsce       |
| 81            | Giulio Ciccone (ITA)          | 35.           |
| 82            | Julien Bernard (FRA)          | 21.           |
| 83            | Jacopo Mosca (ITA)            | DNF           |
| 84            | Amanuel Ghebreigzabhier (ERI) | 80.           |
| 85            | Juan Pedro López (ESP)        | 44.           |
| 86            | Patrick Konrad (AUT)          | 7.            |
| 87            | Sam Oomen (NED)               | 45.           |

| Equipo Kern Pharma EKP | Equipo Kern Pharma EKP     | Equipo Kern Pharma EKP |
| ---------------------- | -------------------------- | ---------------------- |
| Nr                     | Kolarz                     | Miejsce                |
| 91                     | Pablo Castrillo (ESP)      | 17.                    |
| 92                     | Jon Agirre (ESP)           | DNF                    |
| 93                     | Urko Berrade (ESP)         | 46.                    |
| 94                     | Pau Miquel (ESP)           | 37.                    |
| 95                     | Unai Iribar (ESP)          | 41.                    |
| 96                     | Carlos García Pierna (ESP) | 55.                    |
| 97                     | Jordi López (ESP)          | DNF                    |

| Astana Qazaqstan Team AST | Astana Qazaqstan Team AST | Astana Qazaqstan Team AST |
| ------------------------- | ------------------------- | ------------------------- |
| Nr                        | Kolarz                    | Miejsce                   |
| 101                       | Gleb Brusienski (KAZ)     | DNF                       |
| 102                       | Anthon Charmig (DEN)      | 32.                       |
| 103                       | Gianmarco Garofoli (ITA)  | 77.                       |
| 104                       | Daniil Marukhin (KAZ)     | DNF                       |
| 105                       | Santiago Umba (COL)       | 50.                       |
| 106                       | Simone Velasco (ITA)      | 72.                       |
| 107                       | Ide Schelling (NED)       | DNF                       |

| Intermarché-Wanty IWA | Intermarché-Wanty IWA   | Intermarché-Wanty IWA |
| --------------------- | ----------------------- | --------------------- |
| Nr                    | Kolarz                  | Miejsce               |
| 111                   | Lilian Calmejane (FRA)  | DNF                   |
| 112                   | Kevin Colleoni (ITA)    | 67.                   |
| 113                   | Dries De Pooter (BEL)   | DNF                   |
| 114                   | Alexy Faure Prost (FRA) | DNF                   |
| 115                   | Tom Paquot (BEL)        | DNF                   |
| 116                   | Simone Petilli (ITA)    | 65.                   |
| 117                   | Lorenzo Rota (ITA)      | 67.                   |

| Lotto Dstny LTD | Lotto Dstny LTD           | Lotto Dstny LTD |
| --------------- | ------------------------- | --------------- |
| Nr              | Kolarz                    | Miejsce         |
| 121             | Johannes Adamietz (GER)   | DNF             |
| 122             | Logan Currie (NZL)        | DNF             |
| 123             | Andreas Kron (DEN)        | 16.             |
| 124             | Sylvain Moniquet (BEL)    | DNF             |
| 125             | Lennert Van Eetvelt (BEL) | 3.              |
| 126             | Maxim Van Gils (BEL)      | 18.             |
| 127             | Henri Vandenabeele (BEL)  | DNF             |

| Israel-Premier Tech IPT | Israel-Premier Tech IPT     | Israel-Premier Tech IPT |
| ----------------------- | --------------------------- | ----------------------- |
| Nr                      | Kolarz                      | Miejsce                 |
| 131                     | George Bennett (NZL)        | 12.                     |
| 132                     | Marco Frigo (ITA)           | 79.                     |
| 133                     | Mason Hollyman (GBR)        | DNF                     |
| 134                     | Matthew Riccitello (USA)    | 84.                     |
| 135                     | Gaj Sagiw (ISR)             | DNF                     |
| 136                     | Riley Sheehan (USA)         | DNF                     |
| 137                     | Michael Woods (CAN) (szosa) | 8.                      |

| Team Jayco AlUla JAY | Team Jayco AlUla JAY          | Team Jayco AlUla JAY |
| -------------------- | ----------------------------- | -------------------- |
| Nr                   | Kolarz                        | Miejsce              |
| 141                  | Simon Yates (GBR)             | DNF                  |
| 142                  | Lawson Craddock (USA)         | DNF                  |
| 143                  | Christopher Juul-Jensen (DEN) | DNF                  |
| 144                  | Chris Harper (AUS)            | DNF                  |
| 145                  | Welay Berehe (ETH)            | 68.                  |
| 146                  | Filippo Zana (ITA)            | 31.                  |
| 147                  | Davide De Pretto (ITA)        | DNF                  |

| Cofidis COF | Cofidis COF           | Cofidis COF |
| ----------- | --------------------- | ----------- |
| Nr          | Kolarz                | Miejsce     |
| 151         | Ion Izagirre (ESP)    | 47.         |
| 152         | Kenny Elissonde (FRA) | 73.         |
| 153         | Simon Geschke (GER)   | DNF         |
| 154         | Jesús Herrada (ESP)   | DNF         |
| 155         | Gorka Izagirre (ESP)  | 60.         |
| 156         | Jonathan Lastra (ESP) | 58.         |
| 157         | Hugo Toumire (FRA)    | DNF         |

| Red Bull-Bora-Hansgrohe RBH | Red Bull-Bora-Hansgrohe RBH   | Red Bull-Bora-Hansgrohe RBH |
| --------------------------- | ----------------------------- | --------------------------- |
| Nr                          | Kolarz                        | Miejsce                     |
| 161                         | Daniel Felipe Martínez (COL)  | DNF                         |
| 162                         | Roger Adrià (ESP)             | 40.                         |
| 163                         | Giovanni Aleotti (ITA)        | 23.                         |
| 164                         | Florian Lipowitz (GER)        | 15.                         |
| 165                         | Sergio Higuita (COL)          | 69.                         |
| 166                         | Alexander Hajek (AUT) (szosa) | 26.                         |
| 167                         | Ben Zwiehoff (GER)            | DNF                         |

| Caja Rural-Seguros RGA CJR | Caja Rural-Seguros RGA CJR     | Caja Rural-Seguros RGA CJR |
| -------------------------- | ------------------------------ | -------------------------- |
| Nr                         | Kolarz                         | Miejsce                    |
| 171                        | Fernando Barceló (ESP)         | DNF                        |
| 172                        | Abel Balderstone (ESP)         | DNF                        |
| 173                        | Jefferson Alveiro Cepeda (ECU) | 13.                        |
| 174                        | Joseba López (ESP)             | 63.                        |
| 175                        | Joel Nicolau (ESP)             | 53.                        |
| 176                        | Eduard Prades (ESP)            | DNF                        |
| 177                        | Thomas Silva (URU)             | 76.                        |

| Groupama-FDJ GFC | Groupama-FDJ GFC       | Groupama-FDJ GFC |
| ---------------- | ---------------------- | ---------------- |
| Nr               | Kolarz                 | Miejsce          |
| 181              | Lenny Martinez (FRA)   | DNF              |
| 182              | Lorenzo Germani (ITA)  | DNF              |
| 183              | Olivier Le Gac (FRA)   | DNF              |
| 184              | Enzo Paleni (FRA)      | DNF              |
| 185              | Rémy Rochas (FRA)      | 20.              |
| 186              | Reuben Thompson (NZL)  | DNF              |
| 187              | Eddy Le Huitouze (FRA) | DNF              |

| Euskaltel-Euskadi EUS | Euskaltel-Euskadi EUS    | Euskaltel-Euskadi EUS |
| --------------------- | ------------------------ | --------------------- |
| Nr                    | Kolarz                   | Miejsce               |
| 191                   | Nicolás Alustiza (ESP)   | DNF                   |
| 192                   | Asier Etxeberria (ESP)   | DNF                   |
| 193                   | Joan Bou (ESP)           | DNF                   |
| 194                   | Mikel Bizkarra (ESP)     | DNF                   |
| 195                   | Xabier Berasategi (ESP)  | 64.                   |
| 196                   | Xabier Isasa (ESP)       | 75.                   |
| 197                   | Víctor de la Parte (ESP) | 57.                   |

| Alpecin-Deceuninck ADC | Alpecin-Deceuninck ADC  | Alpecin-Deceuninck ADC |
| ---------------------- | ----------------------- | ---------------------- |
| Nr                     | Kolarz                  | Miejsce                |
| 201                    | Tobias Bayer (AUT)      | DNF                    |
| 202                    | Nicola Conci (ITA)      | 74.                    |
| 203                    | Michael Gogl (AUT)      | DNF                    |
| 204                    | Jimmy Janssens (BEL)    | 56.                    |
| 205                    | Axel Laurance (FRA)     | DNF                    |
| 206                    | Stan Van Tricht (BEL)   | DNF                    |
| 207                    | Gianni Vermeersch (BEL) | DNF                    |

| Arkéa-B&B Hotels ARK | Arkéa-B&B Hotels ARK      | Arkéa-B&B Hotels ARK |
| -------------------- | ------------------------- | -------------------- |
| Nr                   | Kolarz                    | Miejsce              |
| 211                  | Louis Barré (FRA)         | 78.                  |
| 212                  | Clément Champoussin (FRA) | 70.                  |
| 213                  | Michel Ries (LUX)         | DNF                  |
| 214                  | Thibault Guernalec (FRA)  | DNF                  |
| 215                  | Simon Guglielmi (FRA)     | DNF                  |
| 216                  | Laurens Huys (BEL)        | 83.                  |
| 217                  | Łukasz Owsian (POL)       | DNF                  |

| Ineos Grenadiers IGD | Ineos Grenadiers IGD           | Ineos Grenadiers IGD |
| -------------------- | ------------------------------ | -------------------- |
| Nr                   | Kolarz                         | Miejsce              |
| 221                  | Jonathan Castroviejo (ESP)     | DNF                  |
| 222                  | Omar Fraile (ESP)              | DNF                  |
| 223                  | Michael Leonard (CAN)          | DNF                  |
| 224                  | Jhonatan Narváez (ECU) (szosa) | 5.                   |
| 225                  | Salvatore Puccio (ITA)         | DNF                  |
| 226                  | Óscar Rodríguez (ESP)          | 28.                  |
| 227                  | Connor Swift (GBR)             | DNF                  |

| Uno-X Mobility UXM | Uno-X Mobility UXM               | Uno-X Mobility UXM |
| ------------------ | -------------------------------- | ------------------ |
| Nr                 | Kolarz                           | Miejsce            |
| 231                | Odd Christian Eiking (NOR)       | 39.                |
| 232                | Fredrik Dversnes (NOR)           | DNF                |
| 233                | Ådne Holter (NOR)                | DNF                |
| 234                | Anders Halland Johannessen (NOR) | DNF                |
| 235                | Tobias Halland Johannessen (NOR) | 24.                |
| 236                | Johannes Kulset (NOR)            | DNF                |
| 237                | Anders Skaarseth (NOR)           | DNF                |

| TotalEnergies TEN | TotalEnergies TEN       | TotalEnergies TEN |
| ----------------- | ----------------------- | ----------------- |
| Nr                | Kolarz                  | Miejsce           |
| 241               | Steff Cras (BEL)        | DNF               |
| 242               | Pierre Latour (FRA)     | DNF               |
| 243               | Valentin Ferron (FRA)   | DNF               |
| 244               | Fabien Grellier (FRA)   | DNF               |
| 245               | Jordan Jegat (FRA)      | 27.               |
| 246               | Alan Jousseaume (FRA)   | DNF               |
| 247               | Alexis Vuillermoz (FRA) | DNF               |

| Soudal Quick-Step SOQ | Soudal Quick-Step SOQ       | Soudal Quick-Step SOQ |
| --------------------- | --------------------------- | --------------------- |
| Nr                    | Kolarz                      | Miejsce               |
| 1                     | Julian Alaphilippe (FRA)    | 2.                    |
| 2                     | Kasper Asgreen (DEN)        | DNF                   |
| 3                     | Mattia Cattaneo (ITA)       | DNF                   |
| 4                     | Gil Gelders (BEL)           | DNF                   |
| 5                     | Mikel Landa (ESP)           | 33.                   |
| 6                     | William Junior Lecerf (BEL) | 52.                   |
| 7                     | Mauri Vansevenant (BEL)     | 25.                   |

| UAE Team Emirates UAD | UAE Team Emirates UAD | UAE Team Emirates UAD |
| --------------------- | --------------------- | --------------------- |
| Nr                    | Kolarz                | Miejsce               |
| 11                    | Igor Arrieta (ESP)    | DNF                   |
| 12                    | Alessandro Covi (ITA) | DNF                   |
| 13                    | Isaac Del Toro (MEX)  | 49.                   |
| 14                    | Jan Christen (SUI)    | 9.                    |
| 15                    | Marc Hirschi (SUI)    | 1.                    |
| 16                    | Pawieł Siwakow (FRA)  | 19.                   |
| 17                    | Brandon McNulty (USA) | 10.                   |

| EF Education-EasyPost EFE | EF Education-EasyPost EFE | EF Education-EasyPost EFE |
| ------------------------- | ------------------------- | ------------------------- |
| Nr                        | Kolarz                    | Miejsce                   |
| 21                        | Markel Beloki (ESP)       | DNF                       |
| 22                        | Simon Carr (GBR)          | DNF                       |
| 23                        | Stefan de Bod (RSA)       | 71.                       |
| 24                        | Neilson Powless (USA)     | 6.                        |
| 25                        | Sean Quinn (USA) (szosa)  | DNF                       |
| 26                        | Hugh Carthy (GBR)         | 48.                       |
| 27                        | Harry Sweeny (AUS)        | DNF                       |

| Bahrain Victorious TBV | Bahrain Victorious TBV  | Bahrain Victorious TBV |
| ---------------------- | ----------------------- | ---------------------- |
| Nr                     | Kolarz                  | Miejsce                |
| 31                     | Yukiya Arashiro (JPN)   | DNF                    |
| 32                     | Santiago Buitrago (COL) | 42.                    |
| 33                     | Damiano Caruso (ITA)    | DNF                    |
| 34                     | Jack Haig (AUS)         | 30.                    |
| 35                     | Finlay Pickering (GBR)  | DNF                    |
| 36                     | Jasha Sütterlin (GER)   | DNF                    |
| 37                     | Torstein Træen (NOR)    | 82.                    |

| Movistar Team MOV | Movistar Team MOV           | Movistar Team MOV |
| ----------------- | --------------------------- | ----------------- |
| Nr                | Kolarz                      | Miejsce           |
| 41                | Alex Aranburu (ESP) (szosa) | 54.               |
| 42                | Ruben Guerreiro (POR)       | DNF               |
| 43                | Antonio Pedrero (ESP)       | DNF               |
| 44                | Einer Rubio (COL)           | 51.               |
| 45                | Sergio Samitier (ESP)       | 61.               |
| 46                | Iván Romeo (ESP)            | 38.               |
| 47                | Iván Sosa (COL)             | DNF               |

| Decathlon-AG2R La Mondiale DAT | Decathlon-AG2R La Mondiale DAT | Decathlon-AG2R La Mondiale DAT |
| ------------------------------ | ------------------------------ | ------------------------------ |
| Nr                             | Kolarz                         | Miejsce                        |
| 51                             | Alex Baudin (FRA)              | 59.                            |
| 52                             | Ben O’Connor (AUS)             | 11.                            |
| 53                             | Clément Berthet (FRA)          | 14.                            |
| 54                             | Nans Peters (FRA)              | DNF                            |
| 55                             | Nicolas Prodhomme (FRA)        | 43.                            |
| 56                             | Jordan Labrosse (FRA)          | DNF                            |
| 57                             | Larry Warbasse (USA)           | 29.                            |

| Team Visma \| Lease a Bike TVL | Team Visma \| Lease a Bike TVL | Team Visma \| Lease a Bike TVL |
| ------------------------------ | ------------------------------ | ------------------------------ |
| Nr                             | Kolarz                         | Miejsce                        |
| 61                             | Sepp Kuss (USA)                | 34.                            |
| 62                             | Dylan van Baarle (NED)         | 66.                            |
| 63                             | Thomas Gloag (GBR)             | DNF                            |
| 64                             | Jonas Vingegaard (DEN)         | DNF                            |
| 65                             | Wilco Kelderman (NED)          | 36.                            |
| 66                             | Milan Vader (NED)              | DNF                            |
| 67                             | Julien Vermote (BEL)           | DNF                            |

| Team dsm-firmenich PostNL DFP | Team dsm-firmenich PostNL DFP | Team dsm-firmenich PostNL DFP |
| ----------------------------- | ----------------------------- | ----------------------------- |
| Nr                            | Kolarz                        | Miejsce                       |
| 71                            | Romain Bardet (FRA)           | DNF                           |
| 72                            | Warren Barguil (FRA)          | DNF                           |
| 73                            | Romain Combaud (FRA)          | DNF                           |
| 74                            | Chris Hamilton (AUS)          | 62.                           |
| 75                            | Gijs Leemreize (NED)          | 81.                           |
| 76                            | Martijn Tusveld (NED)         | DNF                           |
| 77                            | Kevin Vermaerke (USA)         | 4.                            |

| Lidl-Trek LTK | Lidl-Trek LTK                 | Lidl-Trek LTK |
| ------------- | ----------------------------- | ------------- |
| Nr            | Kolarz                        | Miejsce       |
| 81            | Giulio Ciccone (ITA)          | 35.           |
| 82            | Julien Bernard (FRA)          | 21.           |
| 83            | Jacopo Mosca (ITA)            | DNF           |
| 84            | Amanuel Ghebreigzabhier (ERI) | 80.           |
| 85            | Juan Pedro López (ESP)        | 44.           |
| 86            | Patrick Konrad (AUT)          | 7.            |
| 87            | Sam Oomen (NED)               | 45.           |

| Equipo Kern Pharma EKP | Equipo Kern Pharma EKP     | Equipo Kern Pharma EKP |
| ---------------------- | -------------------------- | ---------------------- |
| Nr                     | Kolarz                     | Miejsce                |
| 91                     | Pablo Castrillo (ESP)      | 17.                    |
| 92                     | Jon Agirre (ESP)           | DNF                    |
| 93                     | Urko Berrade (ESP)         | 46.                    |
| 94                     | Pau Miquel (ESP)           | 37.                    |
| 95                     | Unai Iribar (ESP)          | 41.                    |
| 96                     | Carlos García Pierna (ESP) | 55.                    |
| 97                     | Jordi López (ESP)          | DNF                    |

| Astana Qazaqstan Team AST | Astana Qazaqstan Team AST | Astana Qazaqstan Team AST |
| ------------------------- | ------------------------- | ------------------------- |
| Nr                        | Kolarz                    | Miejsce                   |
| 101                       | Gleb Brusienski (KAZ)     | DNF                       |
| 102                       | Anthon Charmig (DEN)      | 32.                       |
| 103                       | Gianmarco Garofoli (ITA)  | 77.                       |
| 104                       | Daniil Marukhin (KAZ)     | DNF                       |
| 105                       | Santiago Umba (COL)       | 50.                       |
| 106                       | Simone Velasco (ITA)      | 72.                       |
| 107                       | Ide Schelling (NED)       | DNF                       |

| Intermarché-Wanty IWA | Intermarché-Wanty IWA   | Intermarché-Wanty IWA |
| --------------------- | ----------------------- | --------------------- |
| Nr                    | Kolarz                  | Miejsce               |
| 111                   | Lilian Calmejane (FRA)  | DNF                   |
| 112                   | Kevin Colleoni (ITA)    | 67.                   |
| 113                   | Dries De Pooter (BEL)   | DNF                   |
| 114                   | Alexy Faure Prost (FRA) | DNF                   |
| 115                   | Tom Paquot (BEL)        | DNF                   |
| 116                   | Simone Petilli (ITA)    | 65.                   |
| 117                   | Lorenzo Rota (ITA)      | 67.                   |

| Lotto Dstny LTD | Lotto Dstny LTD           | Lotto Dstny LTD |
| --------------- | ------------------------- | --------------- |
| Nr              | Kolarz                    | Miejsce         |
| 121             | Johannes Adamietz (GER)   | DNF             |
| 122             | Logan Currie (NZL)        | DNF             |
| 123             | Andreas Kron (DEN)        | 16.             |
| 124             | Sylvain Moniquet (BEL)    | DNF             |
| 125             | Lennert Van Eetvelt (BEL) | 3.              |
| 126             | Maxim Van Gils (BEL)      | 18.             |
| 127             | Henri Vandenabeele (BEL)  | DNF             |

| Israel-Premier Tech IPT | Israel-Premier Tech IPT     | Israel-Premier Tech IPT |
| ----------------------- | --------------------------- | ----------------------- |
| Nr                      | Kolarz                      | Miejsce                 |
| 131                     | George Bennett (NZL)        | 12.                     |
| 132                     | Marco Frigo (ITA)           | 79.                     |
| 133                     | Mason Hollyman (GBR)        | DNF                     |
| 134                     | Matthew Riccitello (USA)    | 84.                     |
| 135                     | Gaj Sagiw (ISR)             | DNF                     |
| 136                     | Riley Sheehan (USA)         | DNF                     |
| 137                     | Michael Woods (CAN) (szosa) | 8.                      |

| Team Jayco AlUla JAY | Team Jayco AlUla JAY          | Team Jayco AlUla JAY |
| -------------------- | ----------------------------- | -------------------- |
| Nr                   | Kolarz                        | Miejsce              |
| 141                  | Simon Yates (GBR)             | DNF                  |
| 142                  | Lawson Craddock (USA)         | DNF                  |
| 143                  | Christopher Juul-Jensen (DEN) | DNF                  |
| 144                  | Chris Harper (AUS)            | DNF                  |
| 145                  | Welay Berehe (ETH)            | 68.                  |
| 146                  | Filippo Zana (ITA)            | 31.                  |
| 147                  | Davide De Pretto (ITA)        | DNF                  |

| Cofidis COF | Cofidis COF           | Cofidis COF |
| ----------- | --------------------- | ----------- |
| Nr          | Kolarz                | Miejsce     |
| 151         | Ion Izagirre (ESP)    | 47.         |
| 152         | Kenny Elissonde (FRA) | 73.         |
| 153         | Simon Geschke (GER)   | DNF         |
| 154         | Jesús Herrada (ESP)   | DNF         |
| 155         | Gorka Izagirre (ESP)  | 60.         |
| 156         | Jonathan Lastra (ESP) | 58.         |
| 157         | Hugo Toumire (FRA)    | DNF         |

| Red Bull-Bora-Hansgrohe RBH | Red Bull-Bora-Hansgrohe RBH   | Red Bull-Bora-Hansgrohe RBH |
| --------------------------- | ----------------------------- | --------------------------- |
| Nr                          | Kolarz                        | Miejsce                     |
| 161                         | Daniel Felipe Martínez (COL)  | DNF                         |
| 162                         | Roger Adrià (ESP)             | 40.                         |
| 163                         | Giovanni Aleotti (ITA)        | 23.                         |
| 164                         | Florian Lipowitz (GER)        | 15.                         |
| 165                         | Sergio Higuita (COL)          | 69.                         |
| 166                         | Alexander Hajek (AUT) (szosa) | 26.                         |
| 167                         | Ben Zwiehoff (GER)            | DNF                         |

| Caja Rural-Seguros RGA CJR | Caja Rural-Seguros RGA CJR     | Caja Rural-Seguros RGA CJR |
| -------------------------- | ------------------------------ | -------------------------- |
| Nr                         | Kolarz                         | Miejsce                    |
| 171                        | Fernando Barceló (ESP)         | DNF                        |
| 172                        | Abel Balderstone (ESP)         | DNF                        |
| 173                        | Jefferson Alveiro Cepeda (ECU) | 13.                        |
| 174                        | Joseba López (ESP)             | 63.                        |
| 175                        | Joel Nicolau (ESP)             | 53.                        |
| 176                        | Eduard Prades (ESP)            | DNF                        |
| 177                        | Thomas Silva (URU)             | 76.                        |

| Groupama-FDJ GFC | Groupama-FDJ GFC       | Groupama-FDJ GFC |
| ---------------- | ---------------------- | ---------------- |
| Nr               | Kolarz                 | Miejsce          |
| 181              | Lenny Martinez (FRA)   | DNF              |
| 182              | Lorenzo Germani (ITA)  | DNF              |
| 183              | Olivier Le Gac (FRA)   | DNF              |
| 184              | Enzo Paleni (FRA)      | DNF              |
| 185              | Rémy Rochas (FRA)      | 20.              |
| 186              | Reuben Thompson (NZL)  | DNF              |
| 187              | Eddy Le Huitouze (FRA) | DNF              |

| Euskaltel-Euskadi EUS | Euskaltel-Euskadi EUS    | Euskaltel-Euskadi EUS |
| --------------------- | ------------------------ | --------------------- |
| Nr                    | Kolarz                   | Miejsce               |
| 191                   | Nicolás Alustiza (ESP)   | DNF                   |
| 192                   | Asier Etxeberria (ESP)   | DNF                   |
| 193                   | Joan Bou (ESP)           | DNF                   |
| 194                   | Mikel Bizkarra (ESP)     | DNF                   |
| 195                   | Xabier Berasategi (ESP)  | 64.                   |
| 196                   | Xabier Isasa (ESP)       | 75.                   |
| 197                   | Víctor de la Parte (ESP) | 57.                   |

| Alpecin-Deceuninck ADC | Alpecin-Deceuninck ADC  | Alpecin-Deceuninck ADC |
| ---------------------- | ----------------------- | ---------------------- |
| Nr                     | Kolarz                  | Miejsce                |
| 201                    | Tobias Bayer (AUT)      | DNF                    |
| 202                    | Nicola Conci (ITA)      | 74.                    |
| 203                    | Michael Gogl (AUT)      | DNF                    |
| 204                    | Jimmy Janssens (BEL)    | 56.                    |
| 205                    | Axel Laurance (FRA)     | DNF                    |
| 206                    | Stan Van Tricht (BEL)   | DNF                    |
| 207                    | Gianni Vermeersch (BEL) | DNF                    |

| Arkéa-B&B Hotels ARK | Arkéa-B&B Hotels ARK      | Arkéa-B&B Hotels ARK |
| -------------------- | ------------------------- | -------------------- |
| Nr                   | Kolarz                    | Miejsce              |
| 211                  | Louis Barré (FRA)         | 78.                  |
| 212                  | Clément Champoussin (FRA) | 70.                  |
| 213                  | Michel Ries (LUX)         | DNF                  |
| 214                  | Thibault Guernalec (FRA)  | DNF                  |
| 215                  | Simon Guglielmi (FRA)     | DNF                  |
| 216                  | Laurens Huys (BEL)        | 83.                  |
| 217                  | Łukasz Owsian (POL)       | DNF                  |

| Ineos Grenadiers IGD | Ineos Grenadiers IGD           | Ineos Grenadiers IGD |
| -------------------- | ------------------------------ | -------------------- |
| Nr                   | Kolarz                         | Miejsce              |
| 221                  | Jonathan Castroviejo (ESP)     | DNF                  |
| 222                  | Omar Fraile (ESP)              | DNF                  |
| 223                  | Michael Leonard (CAN)          | DNF                  |
| 224                  | Jhonatan Narváez (ECU) (szosa) | 5.                   |
| 225                  | Salvatore Puccio (ITA)         | DNF                  |
| 226                  | Óscar Rodríguez (ESP)          | 28.                  |
| 227                  | Connor Swift (GBR)             | DNF                  |

| Uno-X Mobility UXM | Uno-X Mobility UXM               | Uno-X Mobility UXM |
| ------------------ | -------------------------------- | ------------------ |
| Nr                 | Kolarz                           | Miejsce            |
| 231                | Odd Christian Eiking (NOR)       | 39.                |
| 232                | Fredrik Dversnes (NOR)           | DNF                |
| 233                | Ådne Holter (NOR)                | DNF                |
| 234                | Anders Halland Johannessen (NOR) | DNF                |
| 235                | Tobias Halland Johannessen (NOR) | 24.                |
| 236                | Johannes Kulset (NOR)            | DNF                |
| 237                | Anders Skaarseth (NOR)           | DNF                |

| TotalEnergies TEN | TotalEnergies TEN       | TotalEnergies TEN |
| ----------------- | ----------------------- | ----------------- |
| Nr                | Kolarz                  | Miejsce           |
| 241               | Steff Cras (BEL)        | DNF               |
| 242               | Pierre Latour (FRA)     | DNF               |
| 243               | Valentin Ferron (FRA)   | DNF               |
| 244               | Fabien Grellier (FRA)   | DNF               |
| 245               | Jordan Jegat (FRA)      | 27.               |
| 246               | Alan Jousseaume (FRA)   | DNF               |
| 247               | Alexis Vuillermoz (FRA) | DNF               |

Legenda: DNF – nie ukończył, OTL – przekroczył limit czasu, DNS – nie wystartował, DSQ – zdyskwalifikowany.

## Klasyfikacja generalna
| \| Klasyfikacja generalna \| Klasyfikacja generalna \| Klasyfikacja generalna \| Klasyfikacja generalna \| Klasyfikacja generalna \| \| Kolarz \| Kolarz \| Państwo \| Drużyna \| Czas \| \| ---------------------- \| ------------------------ \| ---------------------- \| -------------------------- \| ---------------------- \| \| 1. \| Marc Hirschi \| Szwajcaria \| UAE Team Emirates \| 5h 46' 12" \| \| 2. \| Julian Alaphilippe \| Francja \| Soudal Quick-Step \| + 0" \| \| 3. \| Lennert Van Eetvelt \| Belgia \| Lotto Dstny \| + 7" \| \| 4. \| Kevin Vermaerke \| Stany Zjednoczone \| Team dsm-firmenich PostNL \| + 17" \| \| 5. \| Jhonatan Narváez \| Ekwador \| Ineos Grenadiers \| + 25" \| \| 6. \| Neilson Powless \| Stany Zjednoczone \| EF Education-EasyPost \| + 25" \| \| 7. \| Patrick Konrad \| Austria \| Lidl-Trek \| + 25" \| \| 8. \| Michael Woods \| Kanada \| Israel-Premier Tech \| + 25" \| \| 9. \| Jan Christen \| Szwajcaria \| UAE Team Emirates \| + 36" \| \| 10. \| Brandon McNulty \| Stany Zjednoczone \| UAE Team Emirates \| + 37" \| \| 11. \| Ben O’Connor \| Australia \| Decathlon-AG2R La Mondiale \| + 37" \| \| 12. \| George Bennett \| Nowa Zelandia \| Israel-Premier Tech \| + 37" \| \| 13. \| Jefferson Alveiro Cepeda \| Ekwador \| Caja Rural-Seguros RGA \| + 37" \| \| 14. \| Clément Berthet \| Francja \| Decathlon-AG2R La Mondiale \| + 39" \| \| 15. \| Florian Lipowitz \| Niemcy \| Red Bull-Bora-Hansgrohe \| + 53" \| \| 16. \| Andreas Kron \| Dania \| Lotto Dstny \| + 1' 34" \| \| 17. \| Pablo Castrillo \| Hiszpania \| Equipo Kern Pharma \| + 1' 38" \| \| 18. \| Maxim Van Gils \| Belgia \| Lotto Dstny \| + 2' 17" \| \| 19. \| Pawieł Siwakow \| Francja \| UAE Team Emirates \| + 2' 17" \| \| 20. \| Julien Bernard \| Francja \| Lidl-Trek \| + 3' 53" \| |                          |                   |                            |            |
| |                          |                   |                            |            |
| Źródło: ProCyclingStats |                          |                   |                            |            |
| Klasyfikacja generalna |                          |                   |                            |            |
| Kolarz | Kolarz                   | Państwo           | Drużyna                    | Czas       |
| 1. | Marc Hirschi             | Szwajcaria        | UAE Team Emirates          | 5h 46' 12" |
| 2. | Julian Alaphilippe       | Francja           | Soudal Quick-Step          | + 0"       |
| 3. | Lennert Van Eetvelt      | Belgia            | Lotto Dstny                | + 7"       |
| 4. | Kevin Vermaerke          | Stany Zjednoczone | Team dsm-firmenich PostNL  | + 17"      |
| 5. | Jhonatan Narváez         | Ekwador           | Ineos Grenadiers           | + 25"      |
| 6. | Neilson Powless          | Stany Zjednoczone | EF Education-EasyPost      | + 25"      |
| 7. | Patrick Konrad           | Austria           | Lidl-Trek                  | + 25"      |
| 8. | Michael Woods            | Kanada            | Israel-Premier Tech        | + 25"      |
| 9. | Jan Christen             | Szwajcaria        | UAE Team Emirates          | + 36"      |
| 10. | Brandon McNulty          | Stany Zjednoczone | UAE Team Emirates          | + 37"      |
| 11. | Ben O’Connor             | Australia         | Decathlon-AG2R La Mondiale | + 37"      |
| 12. | George Bennett           | Nowa Zelandia     | Israel-Premier Tech        | + 37"      |
| 13. | Jefferson Alveiro Cepeda | Ekwador           | Caja Rural-Seguros RGA     | + 37"      |
| 14. | Clément Berthet          | Francja           | Decathlon-AG2R La Mondiale | + 39"      |
| 15. | Florian Lipowitz         | Niemcy            | Red Bull-Bora-Hansgrohe    | + 53"      |
| 16. | Andreas Kron             | Dania             | Lotto Dstny                | + 1' 34"   |
| 17. | Pablo Castrillo          | Hiszpania         | Equipo Kern Pharma         | + 1' 38"   |
| 18. | Maxim Van Gils           | Belgia            | Lotto Dstny                | + 2' 17"   |
| 19. | Pawieł Siwakow           | Francja           | UAE Team Emirates          | + 2' 17"   |
| 20. | Julien Bernard           | Francja           | Lidl-Trek                  | + 3' 53"   |